# 不是很在乎 / 淚之點唱
《不是很在乎 / 淚之點唱》（どーだっていいの / 涙のリクエスト）是日本女子偶像組合Country Girls的第4張單曲，於2016年9月28日由zetima發售。

## 概要
- 《不是很在乎 / 淚之點唱》是Country Girls第三張2A單曲。
- A面曲《淚之點唱》是Country Girls第1首翻唱歌曲，原唱者為The Checkers。在歌曲中，成員們分為兩個隊伍，嗣永桃子、山木梨沙、森戸知沙希擔任主唱；小關舞、船木結、梁川奈奈美擔任伴舞、和音和伴唱。
- 此單曲共有6個版本，分別為「初回生產限定盤A - D」和「通常盤A - C」。「初回生產限定盤A」和「初回生產限定盤C」收錄了《不是很在乎》的PV；「初回生產限定盤B」和「初回生產限定盤D」收錄了《淚之點唱》的PV。
- 在10月10日於Oricon公信榜单曲週榜取得第4名。

## 收錄內容

### CD（初回生產限定盤、通常盤）
1. 不是很在乎
（作詞、作曲：中島卓偉、編曲：鈴木俊介）
2. 淚之點唱
（作詞：売野雅勇、作曲：芹澤廣明、編曲：平田祥一郎）
3. 不是很在乎（Instrumental）
4. 淚之點唱（Instrumental）

### DVD（初回生產限定盤A）
1. 不是很在乎（Music Video）

### DVD（初回生產限定盤B）
1. 淚之點唱（Music Video）

### DVD（初回生產限定盤C）
1. 不是很在乎（Dance Shot Ver.）

### DVD（初回生產限定盤D）
1. 淚之點唱（Dance Shot Ver.）

## 外部連結
- Country Girls官方網站 （页面存档备份，存于）（日語）
- YouTube上的《不是很在乎》PV
- YouTube上的《淚之點唱》PV